# Phylica floccosa
Phylica floccosa är en brakvedsväxtart som beskrevs av Neville Stuart Pillans. Phylica floccosa ingår i släktet Phylica och familjen brakvedsväxter. Inga underarter finns listade i Catalogue of Life.